# Trofeo Matteotti 1955
Il Trofeo Matteotti 1955, conosciuto anche come Gran Premio Città di Pescara, decima edizione della corsa, si svolse il 16 ottobre 1955 su un percorso di 120 km, 60 in linea e 60 dietro motori. La vittoria fu appannaggio dell'italiano Giuseppe Minardi, che completò il percorso in 2h42'55", precedendo i connazionali Danilo Barozzi e Bruno Monti.

## Ordine d'arrivo (Top 10)
| Pos. | Corridore        | Squadra               | Tempo    |
| ---- | ---------------- | --------------------- | -------- |
| 1    | Giuseppe Minardi | Legnano               | 2h42'55" |
| 2    | Danilo Barozzi   | Atala-Pirelli         | a 0'17"  |
| 3    | Bruno Monti      | Atala-Pirelli         | a 0'51"  |
| 4    | Michele Gismondi | Bianchi-Pirelli       | a 1'29"  |
| 5    | Fausto Coppi     | Bianchi-Pirelli       | a 1'47"  |
| 6    | Andrea Carrea    | Bianchi-Pirelli       | a 2'18"  |
| 7    | Luciano Maggini  | Atala-Pirelli         | a 2'30"  |
| 8    | Fiorenzo Magni   | Nivea-Fuchs           | a 2'33"  |
| 9    | Raoul Rémy       | Mercier-BP-Hutchinson | a 2'36"  |
| 10   | Pasquale Fornara | Leo-Chlorodont        | a 2'53"  |